# Juras Karlowitsch Požela
Juras Karlowitsch Požela (russisch Ю́рас Ка́рлович Поже́ла; * 5. Dezember 1925 in Moskau; † 20. November 2014 in Vilnius) war ein russisch-litauischer Physiker.

## Leben
Požela schloss 1951 das Physik-Studium an der Lomonossow-Universität Moskau ab. 1953 trat er in die Kommunistische Partei der Sowjetunion ein. Von 1956 bis 1958 arbeitete er als wissenschaftlicher Mitarbeiter im Moskauer Institut für Physik und Technologie. Daneben arbeitete er ab 1956 im Institut für Physik und Mathematik der Akademie der Wissenschaften der Litauischen Sozialistischen Sowjetrepublik (AN-LitSSR). 1963 wurde er Direktor dieses Instituts. 1964 wurde er zum Doktor der Physikalisch-Mathematischen Wissenschaften promoviert und 1966 zum Professor ernannt.
1967 wurde Požela Direktor des Instituts für Halbleiter der AN-LitSSR und Mitherausgeber der russischen Fachzeitschrift Physik und Technik der Halbleiter. 1968 wurde er Mitglied der AN-LitSSR und 1972 Vizepräsident der AN-LitSSR. 1984 verließ er das Institut für Halbleiter und wurde Präsident der AN-LitSSR (bis 1992). Im gleichen Jahr wurde er Mitglied der Akademie der Wissenschaften der UdSSR. 1991 wurde er Mitglied der Europäischen Akademie der Wissenschaften und Künste. 1992 wurde er Präsident der litauischen Abteilung des Internationalen Zentrums für Wissenschaft und Kultur und Leitender Wissenschaftler des Instituts für Halbleiter. 1993 wurde er zum ordentlichen Mitglied der Academia Europaea gewählt.
Požela war ein Experte der Halbleiterphysik. Ein Arbeitsschwerpunkt waren die Plasma-Effekte in Halbleitern und das Problem der "heißen" Elektronen durch ein Elektrisches Feld.
Požela war Abgeordneter in der 6. Seimas.

## Ehrungen
- Orden der Oktoberrevolution (1971)
- Orden des Roten Banners der Arbeit (1975 und 1981)
- Leninpreis (1978) für theoretische und experimentelle Untersuchungen der Generation und Verstärkung von Mikrowellen bei der Lawinenionisation in Halbleitern und die Entwicklung der neuartigen IMPATT-Diode
- Held der sozialistischen Arbeit (1985)
- Leninorden (1985)
- Staatspreis der UdSSR (1988) für Grundlagenuntersuchungen und Organisation der Serienproduktion von Halbleiter-Magnetsteuerungsgeräten
- Orden der Freundschaft (2000)[8]
- zwei Staatspreise Litauens im Bereich Wissenschaft